# NGC 2460
NGC 2460 este o galaxie activă situată în constelația Girafa. A fost descoperită în 1882 de către Ernst Wilhelm Tempel. Se află la o distanță de 35,16 de megaparseci de Pământ.